# Atsushi Takahashi
Atsushi Takahashi (japanska: 高橋 篤志?, Takahashi Atsushi), född 1965 på Hokkaido, är en japansk astronom.
Minor Planet Center listar honom under namnet A. Takahashi och som upptäckare av 22 asteroider. Han gjorde alla upptäckterna tillsammans med landsmannen Kazuro Watanabe.
Asteroiden 4842 Atsushi är uppkallad efter honom.

## Asteroider upptäckta av Atsushi Takahashi
| 4644 Oumu [A]       | 16 september 1990 |
| 4677 Hiroshi [A]    | 26 september 1990 |
| 4746 Doi [A]        | 9 oktober 1989    |
| 4795 Kihara [A]     | 7 februari 1989   |
| 4905 Hiromi [A]     | 15 maj 1991       |
| 5214 Oozora [A]     | 13 november 1990  |
| 5750 Kandatai [A]   | 11 april 1991     |
| 6049 Toda [A]       | 2 november 1991   |
| 6644 Jugaku [A]     | 5 januari 1991    |
| 6778 Tosamakoto [A] | 4 oktober 1989    |
| 7826 Kinugasa [A]   | 2 november 1991   |
| 10319 Toshiharu [A] | 11 oktober 1990   |

| 12734 Haruna [A]                            | 29 oktober 1991  |
| 13540 Kazukitakahashi [A]                   | 29 oktober 1991  |
| 15716 Narahara [A]                          | 29 november 1989 |
| 15729 Yumikoitahana [A]                     | 16 oktober 1990  |
| 20019 Yukiotanaka [A]                       | 2 november 1991  |
| (23495) 1991 UQ1 [A]                        | 29 oktober 1991  |
| (24726) 1991 VY [A]                         | 2 november 1991  |
| (48433) 1989 US1 [A]                        | 29 oktober 1989  |
| (73705) 1991 UR2 [A]                        | 31 oktober 1991  |
| (129454) 1991 UQ2 [A]                       | 31 oktober 1991  |
| Upptäckt tillsammans med: A Kazuro Watanabe |                  |